# Laienkelch

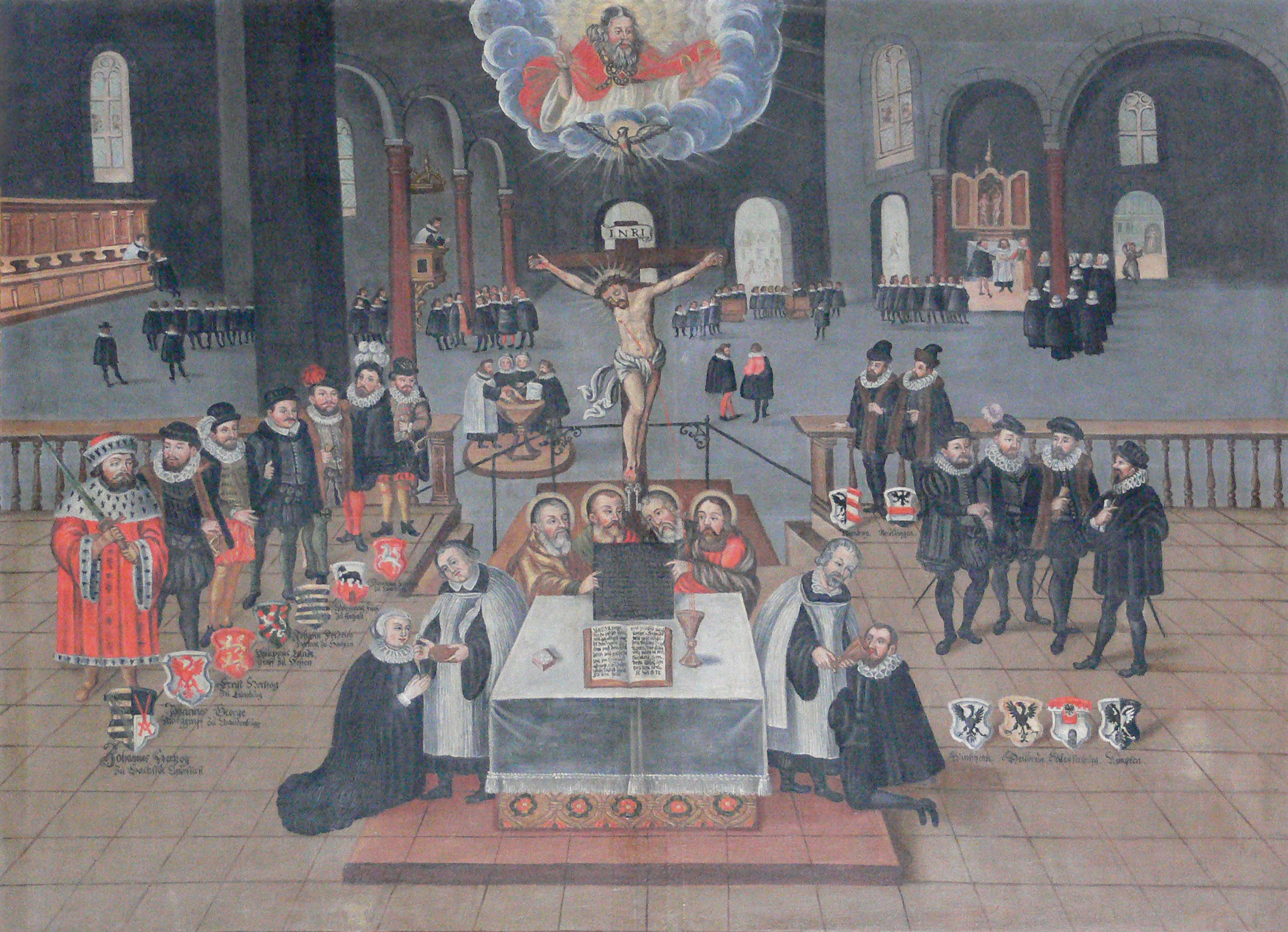
Abendmahl mit Laienkelch, eine Kernforderung der Reformation (Christoph Krause 1670, Altarbild der Sankt-Nikolai-Kirche Luckau)

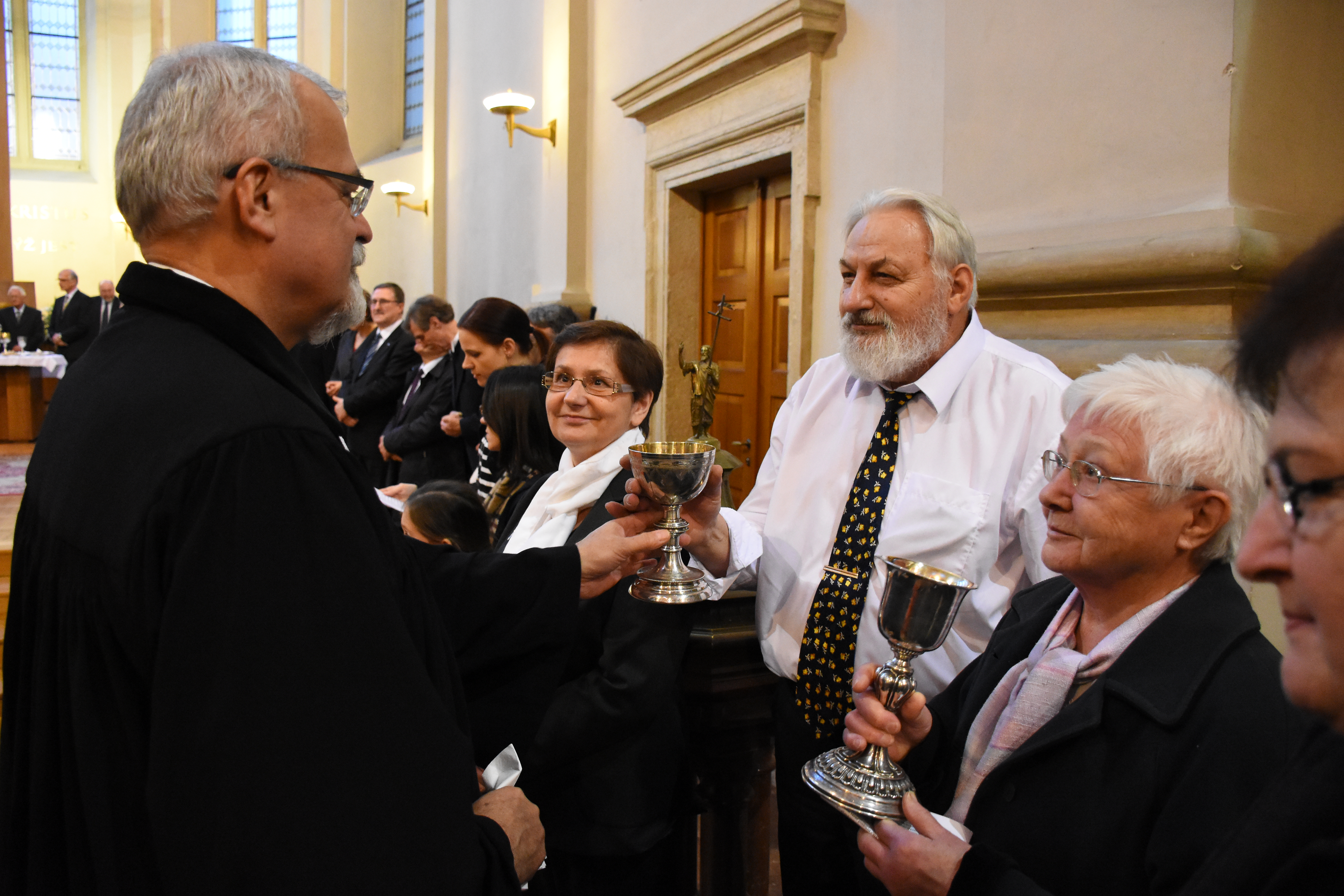
Abendmahl in der Evangelischen Kirche der Böhmischen Brüder (2015)

Als Laienkelch wird die Darreichung des konsekrierten eucharistischen Weines an Laien bezeichnet. Dies wurde zum Thema, nachdem eine Sonderentwicklung der lateinischen Westkirche im 13. Jahrhundert dazu geführt hatte, dass den Laien nur noch die konsekrierte Hostie ausgeteilt wurde. Die Scholastik legitimierte diese Praxis durch die Lehre von der Konkomitanz. Sowohl für die hussitische Bewegung als auch für die Reformation war die Austeilung von Brot und Wein an alle Kommunikanten eine Zentralforderung.
Der Begriff „Laienkelch“ ist in der Systematischen Theologie und der Kirchengeschichte üblich. Die moderne römisch-katholische Liturgiewissenschaft behandelt die vom Zweiten Vatikanischen Konzil neu geschaffene Möglichkeit des Laienkelchs unter dem Stichwort „Kelchkommunion.“

## Alte Kirche
Die Kommunion erfolgte in der christlichen Eucharistiefeier ursprünglich durch den Empfang des gebrochenen Brotes und des in einem Becher (Kelch) dargereichten Weines. Leo der Große kritisierte die Manichäer, weil sie bei der Kommunion den Kelch nicht nehmen wollten. Gelasius I. hielt es für erforderlich, sowohl Brot als auch Wein bei der Kommunion zu empfangen. Schon in der Spätantike konnte allerdings bei der Kommunion in besonderen Situationen auf den Wein verzichtet werden, beispielsweise auf Reisen, bei der Krankenkommunion oder während einer Christenverfolgung.

## Mittelalter

### Westkirchliche Sonderentwicklung
Die Praxis der Austeilung von Brot und Wein bei der eucharistischen Feier änderte sich im Verlauf des 13. Jahrhunderts in der lateinischen Westkirche. Offenbar wirkten verschiedene Motive zusammen:
- Mangel an Wein in einigen europäischen Ländern;
- Angst vor dem Verschütten des konsekrierten Weins;
- Abneigung einiger Laien gegen den gemeinsamen Kelch;
- Seuchengefahr.

Thomas von Aquin kannte die daraus folgende Praxis, den Laien nur noch Hostien auszuteilen, als weit verbreiteten Brauch, der aber nicht verbindlich war: „Da nun die Menge des christlichen Volkes gewachsen ist und in ihr enthalten sind Greise und junge Leute und Kinder, so kann leicht die nötige Vorsicht beim Nehmen beiseite gelassen werden; und deshalb ist mit gutem Rechte in manchen Kirchen es vorgeschrieben (est multarum ecclesiarum usus), daß nur die Gestalt des Brotes den Gläubigen gereicht wird und der Priester allein das Sakrament unter beiden Gestalten, Leib und Blut, nimmt.“
Der Klerus suchte die Kelchkommunion der Laien mehr und mehr zu vermeiden, weil deren Andrang an den inzwischen nur wenigen Kommuniontagen des Jahres lebhaft und damit die Gefahr versehentlichen Verschüttens gegeben war. Statt des konsekrierten Weines gaben die Priester den Laien vielerorts Ablutionswein zu trinken, also gewöhnlichen Wein, den man nach dem Kommunionempfang zur schützenden Bedeckung der heiligen Gestalten zu trinken pflegte, damit keine Partikel der Hostie in den Mund zurückgelangten. Scholastische Theologen begründeten diese Praxis durch die Lehre von der Konkomitanz, nach der Christus in jeder der beiden Gestalten von Brot und Wein ganz gegenwärtig sei und empfangen werde. So wurde das Trinken aus dem Kelch im abendländischen Spätmittelalter zunehmend als Vorrecht der zelebrierenden Priester empfunden, das sie besonders augenfällig von den Laien unterschied. Alle Kleriker bis hinauf zum Subdiakon sowie alle bei der Feier nicht persönlich amtierenden Diakone und Priester erhielten den Kelch ebenfalls nicht.

### Hussitische Bewegung

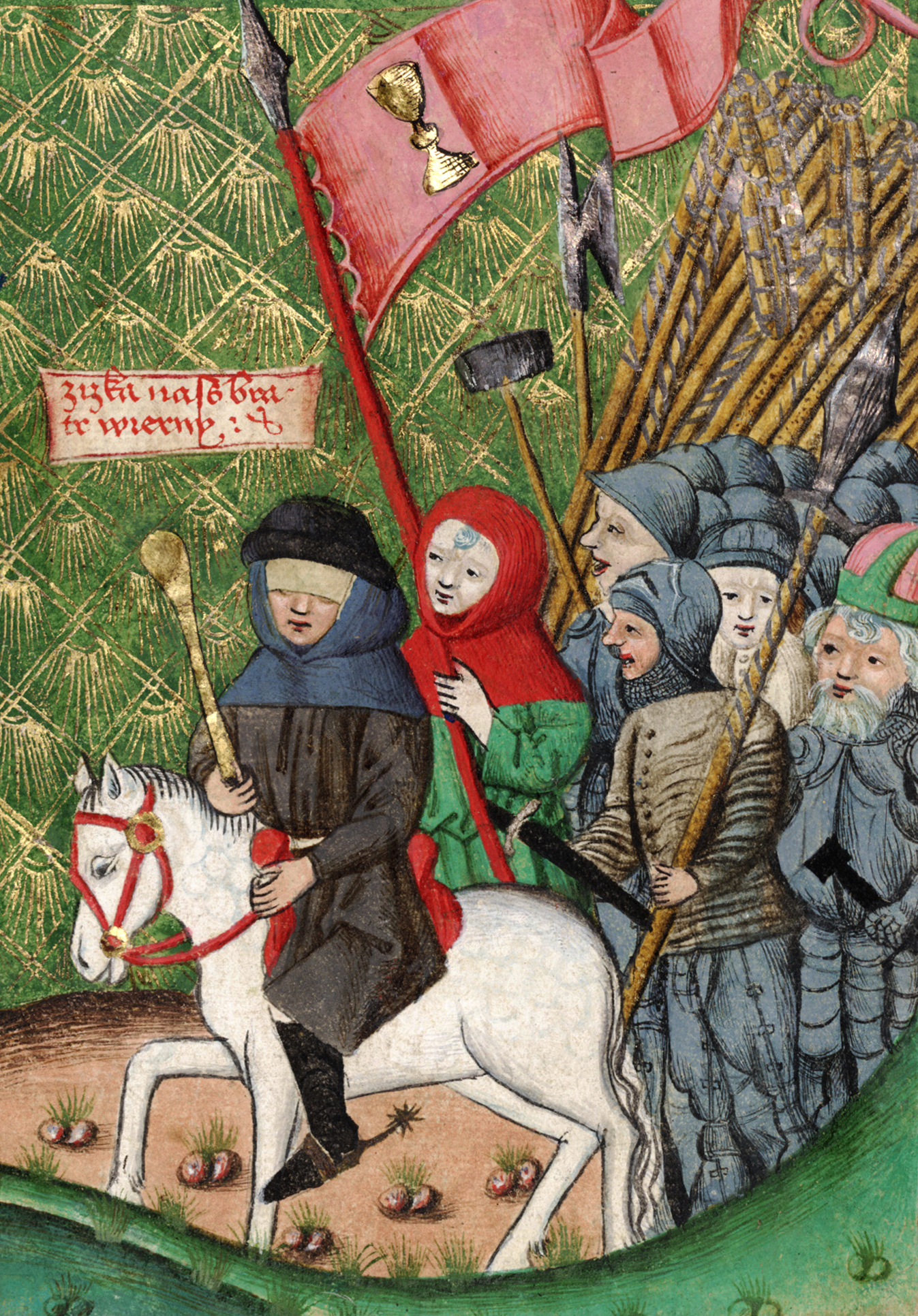
Laienkelch auf der Fahne hussitischer Ritter unter Leitung von Jan Žižka (Jenaer Kodex, um 1500)

Der alte Brauch des Laienkelchs (tschechisch kalich) hielt sich regional länger; dies scheint besonders für Böhmen kennzeichnend gewesen zu sein. In der frühen hussitischen Bewegung führte die Kritik an den herrschenden kirchlichen Gebräuchen auch zur Forderung nach Spendung der Kommunion unter beiderlei Gestalt (communio sub utraque specie). Jakobellus von Mies erklärte 1414 den Laienkelch mit Berufung auf Joh 6 für notwendig. Er begann an der St.-Michaels-Kirche in der Prager Altstadt mit der Austeilung des Laienkelches und trat auf dem Konzil von Konstanz für diese Praxis ein. Jan Hus stimmte grundsätzlich zu, hielt diese Frage aber für weniger zentral. Das Konzil erklärte die Spendung der Eucharistie unter einer Gestalt am 14. Juni 1415 zum Gesetz (da es sich um einen von der Kirche und den heiligen Vätern aus guten Gründen eingeführten Brauch handle, der schon sehr lange befolgt werde) und verbot den Laienkelch.

Wappen von Berlin-Neukölln mit Hussitenkelch zur Erinnerung an die böhmischen Exulanten in Rixdorf

Nachdem Hus während des Konzils hingerichtet worden war, wurde der Laienkelch zu einem einigenden Symbol der hussitischen Bewegung. An sämtlichen Prager Pfarrkirchen wurde die Kelchkommunion eingeführt, und die Vier Prager Artikel von 1420 forderten, dass in allen Abendmahlsfeiern den Gläubigen Brot und Wein zu reichen seien. Die als Kalixtiner oder Utraquisten bekannten gemäßigten Hussiten erreichten 1433 durch die vom Konzil von Basel bestätigten Prager Kompaktaten die offizielle Anerkennung dieser Forderung. Papst Pius II. hob 1462 die Kompaktaten wieder auf, weil in Böhmen keine politische Beruhigung eingetreten war. Die Kompaktaten blieben die Grundlage für die rechtliche Anerkennung der altutraquistischen Kirche, der bis zum Restitutionsedikt 1629 die Mehrheit der Böhmen angehörte.

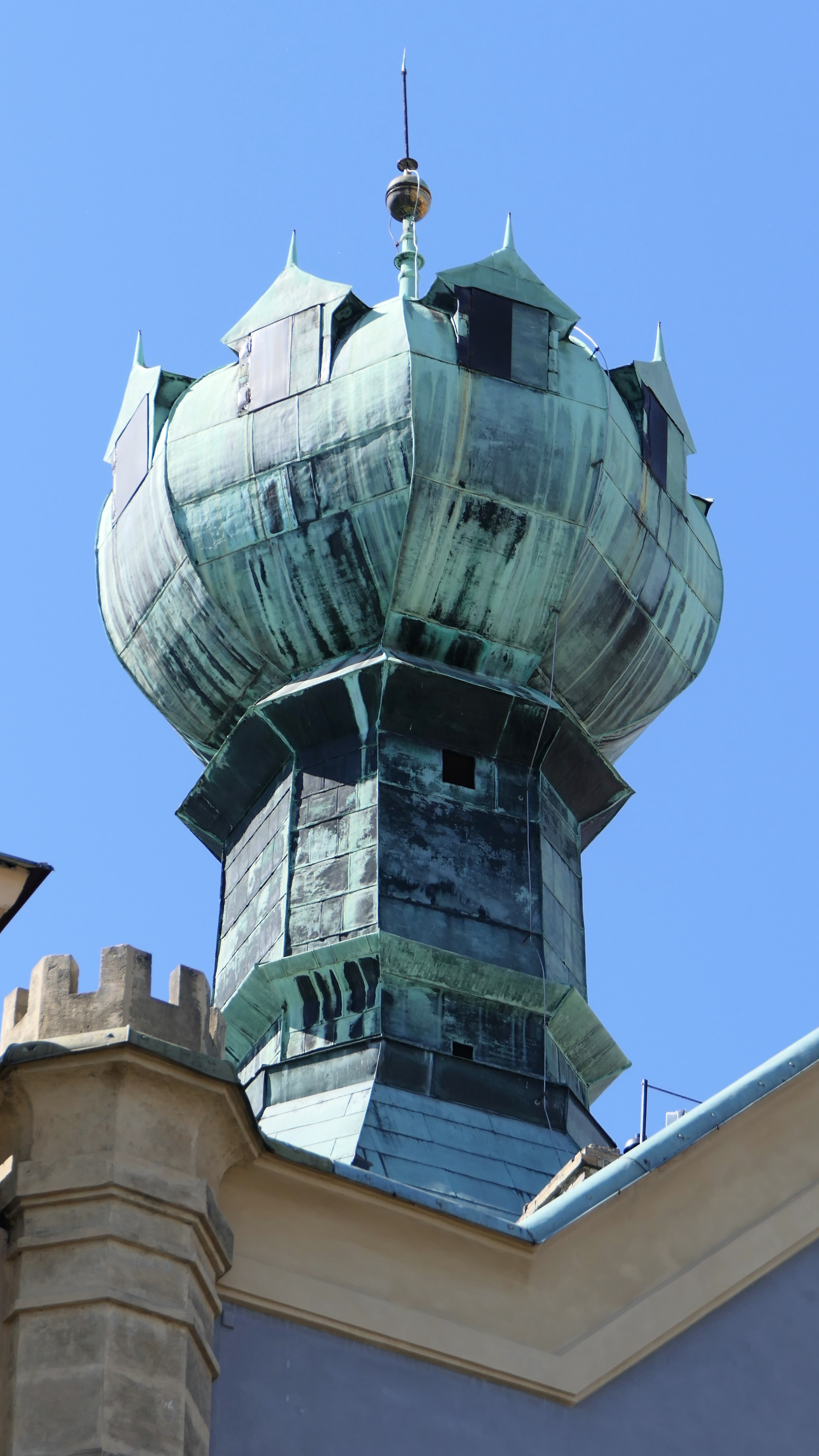
Hussitenkelch auf dem Kelchhaus von Litomeřice

## Frühe Neuzeit

### Wittenberger Reformation
Martin Luther äußerte 1519 im Sermon von dem hochwürdigen Sakrament des heiligen wahren Leichnams Christi und von den Bruderschaften die Hoffnung, dass ein künftiges Konzil die Austeilung von Brot und Wein an die Kommunikanten wieder gestatten würde, nicht weil es notwendig sei, beim Abendmahl Brot und Wein zu empfangen, sondern wegen der Fülle des Zeichens („Sondern dass es zimlich und feyn were, szo des sacraments gestalt und forme odder zeychen nit stucklich eyns teyls, sondern gantz geben wurden“). In Leipzig wurde Luthers Sermon als fast hussitisch wahrgenommen und löste eine Reihe von Entgegnungen aus. Der Leipziger Franziskaner Augustin von Alveldt brachte in einem 1520 gedruckten Traktat folgende Argumente gegen den Laienkelch vor: Christus habe die Art der Sakramentenspendung der Kirche überlassen, sie sei eine Frage der kirchlichen Disziplin. Den Emmausjüngern habe Christus nur das Brot ausgeteilt, und in der Apostelgeschichte werde die Eucharistie als Brotbrechen bezeichnet. Wenn Christus beim Letzten Abendmahl den Aposteln den Kelch mit den Worten „Trinket alle daraus“ reichte (Mt 26,27 ), so habe er sie damit zu Priestern bestellt. Joh 6,53–54  handle nicht vom Empfang der Eucharistie, sondern von der geistigen Vereinigung mit Christus im Glauben. Luther antwortete auf Alveldts Traktat mit der Schrift Von der babylonischen Gefangenschaft der Kirche (1520).
Während Luthers Aufenthalt auf der Wartburg 1521 leitete Karlstadt in Wittenberg Abendmahlsgottesdienste, bei denen Brot (Hostien) und Wein an alle Kommunikanten ausgeteilt wurden. Seitdem war der Laienkelch beim Abendmahl ein Hauptanliegen und Kennzeichen der Wittenberger Reformation. Darin drückte sich ein von der Tradition abweichendes Verständnis der biblischen Aufforderung Christi „Trinket alle daraus“ aus. Die westkirchliche Tradition nahm an, Christus habe diese Aufforderung nur an die Jünger gerichtet und sie mit diesen Worten zu Priestern geweiht. Die Reformatoren interpretierten 1 Kor 11,23–26  so, dass in der urchristlichen Eucharistiefeier Brot und Wein an alle Mahlteilnehmer gereicht worden seien.
Beim Augsburger Reichstag von 1530 war der Laienkelch eines der Hauptthemen der Verhandlungen, die den Religionskonflikt beilegen sollten. Die Confessio Augustana nennt in Artikel 22 den Entzug des Laienkelchs als erste der Fehlentwicklungen, die durch die Reformation korrigiert worden seien. Philipp Melanchthon begründete in einem kirchengeschichtlichen Durchgang, dass der Laienkelch Jahrhunderte lang in der Kirche gewährt worden sei und erst durch das Konstanzer Konzil verboten wurde. Die altgläubigen Confutatoren verwarfen den Artikel 22 gänzlich, konnten aber die alte Praxis des Laienkelchs nicht leugnen. Stattdessen stellten sie Belege dafür zusammen, dass schon früh in besonderen Situationen nur das Brot ausgeteilt worden sei. Man habe aus praktischen Gründen auf die Austeilung des Kelchs verzichten können, weil Christus auch in der Hostie ganz gegenwärtig sei (Konkomitanzlehre). „Erst als Häretiker die Heilsnotwendigkeit der zweiten Gestalt [= des eucharistischen Weins] gelehrt hätten, habe die Kirche verboten, was vorher freigestellt gewesen sei.“ In den Vermittlungsgesprächen des Reichstags zögerten die altgläubigen Teilnehmer, den Laienkelch zu gestatten. Es müsse gewährleistet sein, dass die Gemeinde gut unterrichtet wurde und wisse, dass auch unter der Gestalt des Brotes der ganze Christus empfangen werde; auch dürfen Laien nicht unter Druck gesetzt werden, den Kelch zu empfangen, wenn sie Bedenken hätten. Auch die neugläubigen Teilnehmer der Vermittlungsgespräche zögerten, auf den Gesprächspartner zuzugehen und die Konkomitanzlehre (die sie an sich nicht bestritten) klar zu bejahen. Vielmehr erklärten sie, der Laienkelch sei unverzichtbar. Die Feier des Abendmahls müsse der Einsetzung Christi entsprechen. In der Apologie der Confessio Augustana zieht Melanchthon dann aus der Abendmahlspraxis Konsequenzen für die Lehre von der Kirche: „So nu Christus fur die gantze kirchen das ganze Sacrament hat eingesetzt, warümb nemen sie denn der kirchen die eine gestalt? […] Und ich halt wol, es sey die gröst und furnemst ursach, warümb sie heutigs tags so fest halten, damit der Pfaffenstand heiliger scheine gegen dem Leienstand.“
Das Augsburger Interim von 1548 gestand den Protestanten, bis zur Entscheidung des bereits tagenden Konzils, neben dem Bestandsschutz für Priesterehen den Laienkelch zu.

### Katholische Reform
Das Konzil von Trient verabschiedete in seiner dritten Tagungsperiode am 16. Juli 1562 ein Dekret, wonach der Empfang der Eucharistie unter einer Gestalt für das Heil ausreichend sei und die Kirche die Vollmacht habe, den Laienkelch zu versagen. Die Kirche habe das Recht, die Weise der Sakramentenspendung zu regeln. Pius IV. erließ auf Wunsch des Kaisers und des Herzogs Albrecht V. von Bayern am 16. April 1564 ein Indult für einige deutschsprachige Kirchenprovinzen (Metropolien von Mainz, Köln, Trier, Salzburg und Gran), das jedoch kaum zum Tragen kam. Mittlerweile galt der Laienkelch als konfessionelles Merkmal der Protestanten und wurde von der katholischen Bevölkerung weitgehend abgelehnt. Albrecht V. nahm schon 1571 die Bewilligung des Laienkelchs zurück, und Papst Gregor XIII. suspendierte 1584 die Erlaubnis des Laienkelchs. Bis weit in die Neuzeit blieb der Laienkelch ein Privileg der römisch-deutschen Kaiser und der französischen Könige.
Seit dem Zweiten Vatikanischen Konzil ist die Kelchkommunion der Gläubigen bei römisch-katholischen Messfeiern wieder zulässig („so etwa [bei] den Neugeweihten in der Messe ihrer heiligen Weihe, den Ordensleuten in der Messe bei ihrer Ordensprofeß und den Neugetauften in der Messe, die auf die Taufe folgt“, SC 55). Die darauf fußende Grundordnung des Römischen Messbuchs hält die Kelchkommunion auch in weiteren Fällen für wünschenswert, etwa bei Exerzitien oder in Gruppenmessen. Die Deutsche Bischofskonferenz hat es 1971 in das Ermessen des zelebrierenden Priesters gestellt, die Kelchkommunion zu praktizieren, wo es angebracht ist.